# 1141 Bohmia
1141 Bohmia là một tiểu hành tinh vành đai chính, approximately 9½ kilometers in diameter. Nó hoàn thành một chu kỳ quay quanh Mặt Trời là 3 năm. Nó được phát hiện bởi Max Wolf ngày 4 tháng 1 năm 1930. Tên ban đầu của nó là 1930 AA. Nó được đặt theo tên Mrs. Bohm-Walz, who donated the Walz reflector to Heidelberg Observatory.